# 海洋世界探索计划

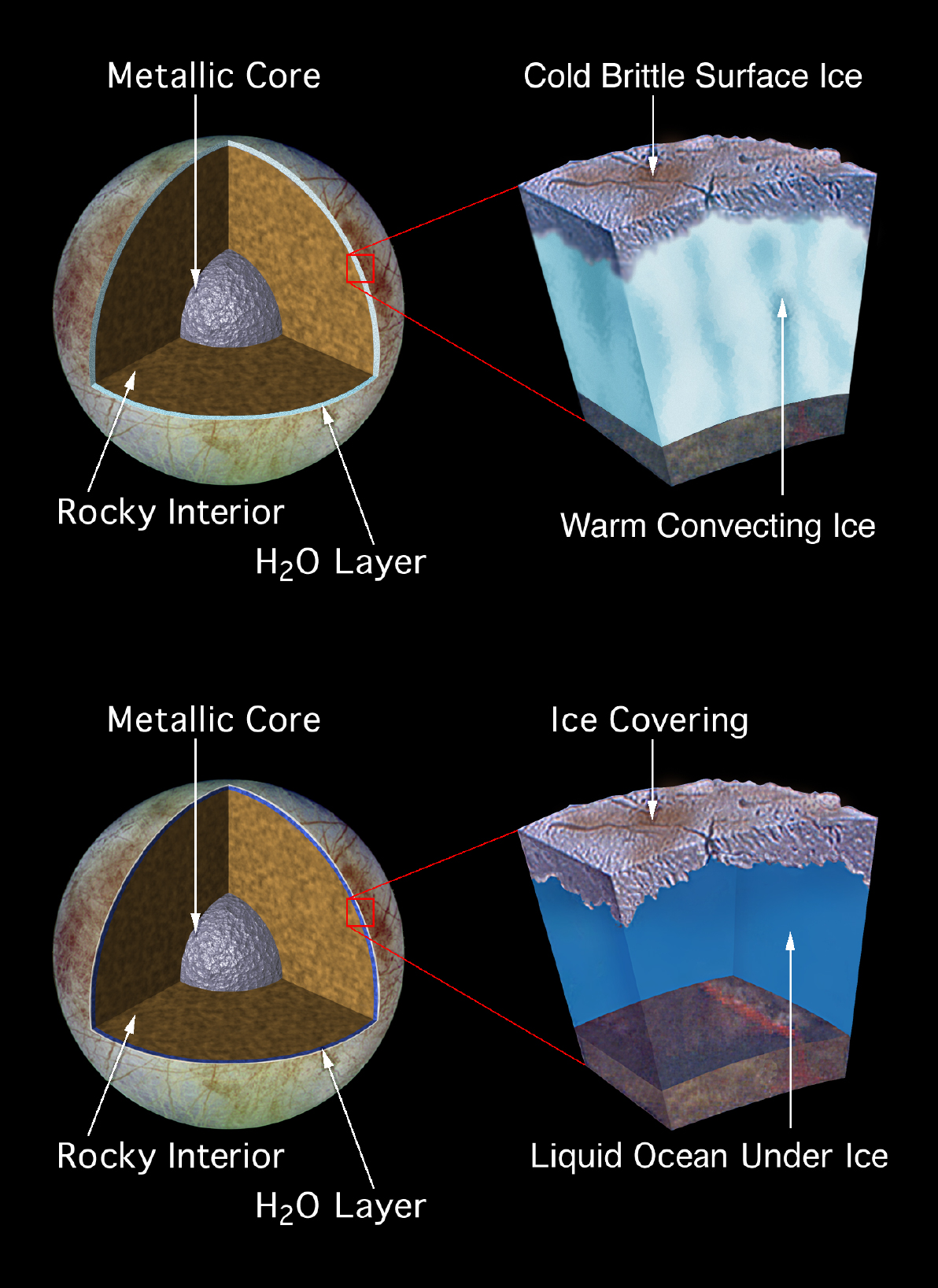
木卫二的两种可能模型

海洋世界探索计划（英語：Ocean Worlds Exploration Program，简称）是美国宇航局制订的一项太空计划，其目的是探索外太阳系中可能拥有地下海洋的卫星，以评估其宜居性并探寻简单的外星生命生物印迹。
主要目标为冰壳下藏有海洋的木卫二、土卫二和土卫六，外太阳系中很多其他天体，通过逐个观测或理论模型演示都推断出拥有地下海洋。
2015年5月20日，美国众议院拨款委员会批准了该议案，并指示美国宇航局制订海洋世界探索计划。2016年启动“海洋世界路线图”（ROW）并于2019年1月推出。该机构通过支持前往木卫二的欧罗巴快船轨道飞行器任务和到土卫六的蜻蜓号飞行任务正式开始了该计划的实施。该计划还支持对拟议中的欧罗巴着陆器概念和探索海卫一的概念进行研究。阿曼达·亨德里克斯（Amanda Hendrix）和特里·赫福德（Terry A. Hurford）是美国宇航局“海洋世界路线图”小组的共同负责人。

## 历史

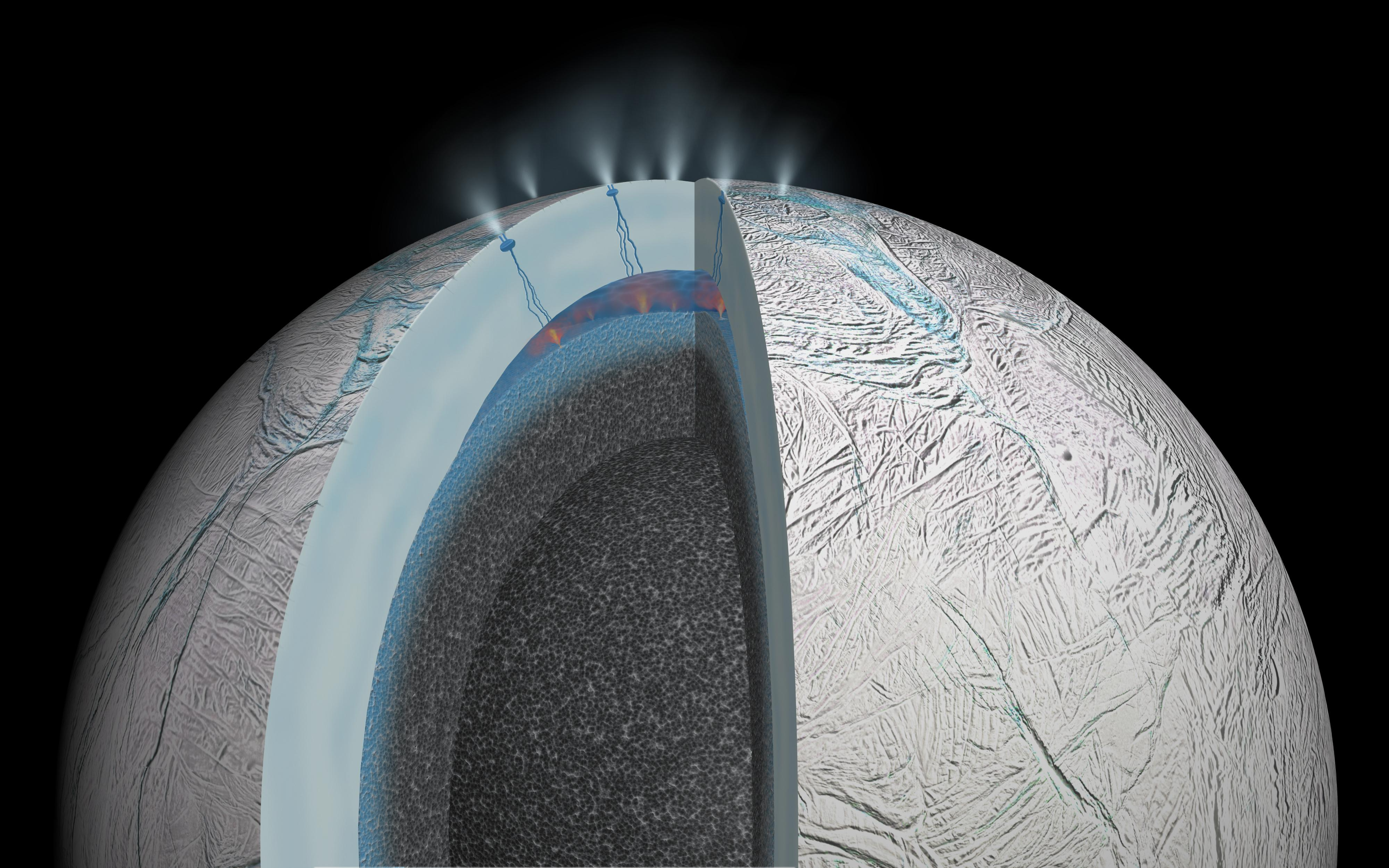
土卫二海底热液体活动想像图

美国宇航局预算提案的主要撰稿人约翰·库尔伯森，为当时美国众议院科学小组委员会负责人。2015年春季，他提出了一项预算申请，为美国宇航局开拓全新的任务计划提供了新的机会。2015年5月20日，众议院拨款委员会批准了2016年财年众议院商业、司法和科学版拨款法案(CJS)，为此，该委员会指示美国宇航局制定海洋世界探索计划，其主要目标是综合应用发现、新疆界和旗舰级任务来发现另一个世界的生命，这些任务符合当前和未来行星科学十年调查建议。
在2017财年预算申请中，委员会建议为“外行星”和“海洋世界”提供3.48亿美元，其中不少于2.6亿美元用于欧罗巴快船和着陆器，争取于2025年发射该轨道器，并在随后不久发射欧罗巴登陆器。
2017年一项技术分析报告指出，该任务在技术上面臨巨大的挑战，“若没有真正的战略计划，海洋世界探索计划的巨大希望很可能仍无法实现”。报告指出，目前海洋世界探索计划的开发仍面临须与其他太阳系任务一起争夺技术设施的局面，这对战略规划毫无益处。报告建议应建立共同、多任务的技术基础设施，并为发展该基础设施投入更多资金。
海洋世界路线图报告已提交，并于2019年1月发布。

## 科学目标

木卫三内部可能的结构剖面图，按比例绘制的图层。

地球本身就是一个海洋世界，液态水对于我们所知的生命必不可缺。问题是外太阳系黑暗的外星海洋是否也适合简单的生命形式宜居，如果是的话，它们的生化特征又可能是怎样？
海洋世界探索计划的目标是“识别、描述海洋特征，评估其宜居性，寻找生命，并最终了解我们所发现的一切生命”。
探索这些卫星将有助于回答生命如何在地球上产生以及它们是否也存在于太阳系其他地方的问题，也可能会找到为地球生命起源提供线索的前生物化学物。在外太阳系遥远的海洋世界中发现的其它生命可能遵循与地球不同的独立路径形成和进化的，这将使我们对宇宙生命的潜力有更进一步的了解。
战略路线图规划团队包括了海洋学家、生物学家和天体生物学家等科学家，该规划还考虑到了行星保护措施，以避免意外附着在着陆器上的细菌污染外星环境。

## 目标
到目前为止，太阳系中已确认为海洋世界的主要卫星有木卫二、土卫二、土卫六、木卫三和木卫四等，其中木卫二和土卫二的可能性最高，因为它们的冰壳比另外的几颗更薄(木卫二的冰壳不到10公里，土卫二的冰壳大约40公里)，而且部分证据表明它们的海洋与岩石地幔相接触，这将为生命形成提供能量和化学物质来源。土卫二冰壳的南极裂缝，使水冰和气体从海洋逃逸到太空中，卡西尼土星轨道器上的质谱仪对其进行了取样，得出使人兴奋的结果。而土卫六的海洋最深，达到50到100公里，但尚未观察到活动喷流或冰火山作用的证据。
根据有限的宇宙飞船观测结果，像海卫一、冥王星、谷神星、天卫五、天卫一和土卫四这样的天体都被认为是候选的海洋世界。

## 任务
海洋世界探索计划(OWEP)正着手前往木卫二的木卫二轨道器任务，这是该计划的首个目标，接下来，是到土卫六的蜻蜓号任务。
该计划还支持对拟议的欧罗巴着陆器和海卫一“三叉戟号”概念的研究，这一任务为2020年度美国宇航局发现计划提案的最终入围者。

## 另请参阅
探索外太阳系水世界的天体生物学任务概念：
- 土卫二探测器 (EnEx)
- 土卫二生命发现者 (ELF)
- 土卫二生命印迹与宜居性探索(ELSAH)
- 土卫二和土卫六探测器 (E2T)
- 土卫二和土卫六之旅 (JET)
- 木星冰卫星探测器 (JUICE)
- 拉普拉斯-P，又称“木卫二着陆器”
- 土卫二生命调查任务(LIFE)
- 俄刻阿诺斯号
- 西奥号
- 泰坦湖实地取样探测器 (塔利斯号)
- 泰坦海洋探测器 (时间号)
- 三叉戟号
- 特里同跳跃者